# 李傑選
李傑選，字子万，山西沁源县人，清朝政治人物、同進士出身。
雍正五年，登進士，任直隸青縣知縣、平谷縣知縣，著有《信口吟集》。